# Pierre Vaneck
Pierre Vaneck (născut Pierre Auguste Van Hecke; n. 15 aprilie 1931, Lạng Sơn⁠(d), Lạng Sơn, Vietnam – d. 31 ianuarie 2010, Paris, Île-de-France, Franța) a fost un actor francez de origine belgiană.

## Biografie
Fiul generalui de brigadă Alphonse Van Hecke și al Emmei Janssens, Pierre Vaneck și-a petrecut tinerețea la Anvers, urmând de la vârsta de 17 ani studii de medicină la Paris și studiind apoi arta dramatică la cursurile ținute de René Simon  și la Conservatorul din Paris, la clasa profesorului Henri Rollan. Și-a câștigat traiul lucrând pentru un șelar și recita seara poezii de François Villon în cabaretele de pe malul stâng al Senei. A debutat pe scenă în 1952 într-o adaptare a romanului Cei trei muschetari în rolul regelui Ludovic al XIII-lea. Primul său rol important în cinema l-a avut în filmul Marianne de ma jeunsesse (1955) al lui Julien Duvivier.
Pierre Vaneck a fost în primul rând un om de teatru și de televiziune. Publicul larg l-a cunoscut mai ales pentru rolul tatălui lui Fabien Cosma din serialul de televiziune cu același nume, precum și din multe seriale (Les Grandes Marées, Garonne, Aux frontières du possible...).
El a murit pe 31 ianuarie 2010 într-un spital după o operație pe cord care nu a avut succes. După înmormântarea oficiată în biserica Saint-Roch din Paris, a fost îngropat în zona Luberon.
Pierre Vaneck a fost căsătorit cu Sophie Becker, fiica regizorului Jacques Becker și sora regizorului Jean Becker și a directorului de imagine Étienne Becker. Doi dintre nepoții săi, Aurélie și Thibaud Vaneck, au jucat ca actori în serialul de televiziune Plus belle la vie difuzat de France 3.

## Filmografie

### Filme de cinema
- 1954 : Huis clos, regizat de Jacqueline Audry : un soldat
- 1955 : Marianne de ma jeunesse, regizat de Julien Duvivier : Vincent Loringer
- 1956 : Si Paris nous était conté, regizat de Sacha Guitry : François Villon
- 1956 : Celui qui doit mourir, regizat de Jules Dassin : Manolios/Isus Cristos
- 1956 : Pardonnez nos offenses, regizat de Robert Hossein : René
- 1958 : Thérèse Étienne, regizat de Denys de La Patellière : Gottfried Muller
- 1958 : La Moucharde : Frédéric Martignac
- 1958 : Une balle dans le canon, regizat de Charles Gérard și Michel Deville : Tony
- 1960 : Merci Natercia, regizat de Pierre Kast : Alain
- 1960 : La Morte-Saison des amours, regizat de Pierre Kast : Sylvain
- 1961 : Les Amours célèbres, regizat de Michel Boisrond : René de La Roche
- 1961 : Un nommé La Rocca, regizat de Jean Becker : Xavier Adé
- 1963 : Vacances portugaises, regizat de Pierre Kast : Pierre
- 1965 : La Brûlure de mille soleils : (voce)
- 1965 : Tournoi : recitator/narator (voce)
- 1966 : Les Iles enchantées (As Ilhas encantadas), regizat de Carlos Vilardebo : Abrantes
- 1966 : Arde Parisul?, regizat de René Clément : Commandant Roger Gallois
- 1968 : L'Étrangère, regizat de Sergio Gobbi : François
- 1969 : Jocul care ucide (Maldonne), regizat de Sergio Gobbi : Jacques Christens
- 1969 : Les Patates, regizat de Claude Autant-Lara : un soldat german
- 1970 : L'Île aux coquelicots, regizat de Salvatore Adamo
- 1971 : Biribi, regizat de Daniel Moosmann : Ponchard
- 1974 : L'ironie du sort, regizat de Édouard Molinaro : Werner Von Rompsay
- 1974 : Le Seuil du vide, regizat de Jean-François Davy : dr. Liancourt
- 1980 : Le Soleil en face, regizat de Pierre Kast : Le
- 1980 : La légion saute sur Kolwezi, regizat de Raoul Coutard : colonelul Graisser
- 1983 : Erendira, regizat de Ruy Guerra : tatăl lui Ulysse
- 1984 : L'Année des méduses, regizat de Christopher Frank : Pierre
- 1987 : Sweet Country : Père Venegas
- 1987 : Le Cœur musicien, regizat de Frédéric Rossif : naratorul
- 1988 : Les Pyramides bleues : Noah
- 1988 : L'Œuvre au  noir : Zénon (voce)
- 1991 : Les Enfants du vent : primarul
- 1992 : Sur la terre comme au ciel (Svo a jöröu sem a himni) : dr. Charcot
- 1993 : Vent d'est, regizat de Robert Enrico : dr. Hoop
- 1995 : Othello, regizat de Oliver Parker : Brabantio
- 1996 : La Propriétaire, regizat de Ismail Merchant : Raymond T.K.
- 1999 : Furia, regizat de Alexandre Aja : Aaron
- 2000 : Là-bas... mon pays, regizat de Alexandre Arcady : Blanville
- 2006 : La Science des rêves, regizat de Michel Gondry
- 2008 : Deux jours à tuer, regizat de Jean Becker : Le père d'Antoine

### Filme de televiziune
- 1957 : La Nuit des rois (film TV) : ducele Orsino
- 1959 și 1964 : La caméra explore le temps (serial TV) : De la Villiröuet / Rudolf de Habsburg
- 1962 : Le Dossier Chelsea Street (film TV, regizat de Marcel Bluwal după Walter Weideli) : Steward
- 1965 : Le Coup de pistolet (după nuvela omonimă a lui Aleksandr Pușkin), film TV, regizat de Willy Holt : Sylvio
- 1968 : Sarn, regizat de Claude Santelli : Kester
- 1971-1974 : Aux frontières du possible (serial TV) : Yan Thomas
- 1972 : Pas de frontière pour l'inspecteur - Le milieu n'est pas tendre (film TV) : Stam/de Winter
- 1973 : Le Reflet dans la mer (film TV) : Karl de Lincken
- 1973 : Héloïse et Abélard (film TV) : Abélard
- 1974 : Un bon patriote (film TV) : Alfred Redl
- 1974 : La Logeuse (film TV) : dl. Tienne
- 1974 : Macbett (film TV) : Macbett / Banco
- 1975 : Les Exilés (film TV) : Richard Rowan
- 1975 : Saint-Just et la Force des choses (film TV)
- 1976 : L'Homme d'Amsterdam, regizat de Victor Vicas (serial TV) : Pierre Vermeer
- 1976, 1982 și 1986 : Cinéma 16 (serial TV) : 
  - 1976 : Le Temps d'un regard, regizat de Boramy Tioulong : Marc Audran
  - 1976 : La Vie en pièces, regizat de Daniel Moosmann : Arthur
  - 1982 : Je tue il, regizat de Pierre Boutron : romancierul
  - 1986 : Le Collier de velours, regizat de Jean Sagols : Charles Courville
- 1978 : Meurtre sur la personne de la mer (film TV) : Werner Kuntz
- 1978 : Les Bonnes Âmes (film TV) : Henry Granier
- 1978 : Le Vent sur la maison, regizat de Franck Apprederis, (film TV) : Rémy
- 1980 : La Fin du marquisat d'Aurel (serial TV) : Palamède d'Aurel
- 1981 : Histoires extraordinaires (film TV) : Dupin
- 1981 : Cinq-Mars, regizat de Jean-Claude Brialy : Ludovic al XIII-lea
- 1983 : Les Mouettes sur la Saône (film TV) : Lazare
- 1984 : Rubis (film TV) : Sévère
- 1985 : Les Fanas du ciné (film TV) : Georges
- 1985 : Le Passage (film TV) : Cazzaro
- 1986 : The Collectors (serial TV) : Charles Thieron
- 1987 : Caracatița 3 (La piovra 3) (serial TV) : Carlo Antinari
- 1988 : La Face de l'ogre (film TV) : Ringler
- 1989 : Le Hérisson (film TV) : Paul
- 1990 : Orages d'été, avis de tempête (serial TV) : John
- 1992 : Les Cœurs brûlés (serial TV) : Marc Leroy
- 1992 : Haute Tension (serial TV) : Alexandre Desterac
- 1993 : Les Grandes Marées (serial TV) : Bruno Feldman
- 1993 : Meurtre en ut majeur (film TV) : Walter Caldor
- 1995 : L'Enfant des rues (film TV) : Giroud
- 1996 : Berjac: Coup de maître (film TV) : Longari
- 1997 : La Serre aux truffes (film TV) : Pierre-Simon Sigliat
- 1997 : Madame le Consul (serial TV) : François Maillant
- 1999 : Un et un font six (serial TV) : Éric, tatăl lui Raphaël și Greg
- 1999 : Justice (serial TV) : Gilbert Le Guen
- 1999 : Retour à Fonteyne (film TV) : Aurélien Laverzac
- 2001 : Le Secret d'Alice (film TV) : Jacques
- 2001 : Dette d'amour (film TV) : Gérard
- 2001-2007 : Fabien Cosma (serial TV) : André Cosma
- 2002 : Garonne (serial TV) : François
- 2002 : La Source des Sarrazins (film TV) : Armand
- 2003 : Louis Page (serial TV) : Adrien Laroche
- 2004 : Déjeuner chez Wittgenstein (film TV) : Voss
- 2004 : Imperium : Nerone (film TV) : Paul de Tarse
- 2005 : Pas de ciel au-dessus de l'Afrique (film TV) : Ian Coburn
- 2009 : A.D.A. L'argent des Autres (film TV) : Jorgenson

## Activitatea teatrală
- 1952 : Les Trois Mousquetaires după Alexandre Dumas
- 1953 : Sud de Julien Green, regie: Jean Mercure, Théâtre de l'Athénée
- 1953 : La Maison de la nuit de Thierry Maulnier, regie: Marcelle Tassencourt și Michel Vitold, Théâtre Hébertot
- 1953 : La Chair de l'orchidée de James Hadley Chase, regie: Robert Hossein, Théâtre Grand Guignol
- 1954 : Pour le roi de Prusse de Maurice Bray, regie: de l'auteur, Théâtre Hébertot
- 1954 : L'Ennemi de Julien Green, regie: Fernand Ledoux, Théâtre des Bouffes-Parisiens
- 1955 : La Chair de l'orchidée adaptare de Frédéric Dard și Marcel Duhamel după James Hadley Chase, regie: Robert Hossein, Théâtre du Grand-Guignol
- 1955 : Le Bal des adieux de André Josset, regie: Jean Mercure, Théâtre Montparnasse
- 1955 : L'Éventail de Lady Windermere de Oscar Wilde, regie: Marcelle Tassencourt, Théâtre Hébertot, 1956 : Théâtre Daunou
- 1958 : La Paix du dimanche de John Osborne, regie: Raymond Gérôme, Théâtre des Mathurins
- 1959 : Les Possédés de Albert Camus după Fiodor Dostoïevski, regie: Albert Camus, Théâtre Antoine
- 1959 : Long voyage vers la nuit de Eugene O'Neill, regie: Marcelle Tassencourt, Théâtre Hébertot
- 1960 : Long voyage vers la nuit de Eugene O'Neill, regie: Marcelle Tassencourt, Théâtre Marigny
- 1960 : Jules César de William Shakespeare, regie: Jean-Louis Barrault, Odéon-Théâtre de France
- 1961 : Les Violons parfois de Françoise Sagan, regie: Jerome Kilty, Théâtre du Gymnase
- 1962 : L'Aiglon de Edmond Rostand, regie: Henry Mary, Théâtre du Chatelet
- 1963 : La Guerre de Troie n'aura pas lieu de Jean Giraudoux, regie: Jean Vilar, Festival d'Avignon
- 1963 : Le Cid de Corneille, regie: Marcelle Tassencourt, Théâtre de l'Athénée
- 1964 : Lorenzaccio de Alfred de Musset, regie: Raymond Rouleau, Théâtre Sarah Bernhardt
- 1964 : Luther de John Osborne, regie: Georges Wilson, Festival d'Avignon
- 1965 : Luther de John Osborne, regie: Georges Wilson, TNP Théâtre de Chaillot
- 1965 : La Calèche de Jean Giono, regie: Jean-Pierre Grenier, Théâtre Sarah Bernhardt
- 1965 : Hamlet de William Shakespeare, regie: Georges Wilson, TNP Théâtre de Chaillot, Festival d'Avignon
- 1966 : La Calèche de Jean Giono, regie: Jean-Pierre Grenier, Théâtre des Célestins
- 1967 : Le Duel de Anton Cehov, regie: André Barsacq, Théâtre de l'Atelier
- 1967 : Pygmalion de George Bernard Shaw, regie: Pierre Franck, Théâtre de l'Œuvre
- 1969 : Pygmalion de George Bernard Shaw, regie: Pierre Franck, Théâtre des Célestins
- 1970 : Dom Juan de Molière, regie: Stellio Lorenzi, Théâtre de Nice
- 1973 : La Reine de Césarée de Robert Brasillach, regie: Jean-Laurent Cochet, Théâtre Moderne
- 1977 : La Nuit de l'iguane de Tennessee Williams, regie: Andreas Voutsinas, Théâtre des Bouffes du Nord
- 1980 : La musique adoucit les mœurs de Tom Stoppard, regie: Robert Dhéry, Théâtre de la ville
- 1983 : Les Exilés de James Joyce, regie: Andréas Voutsinas, Théâtre Renaud-Barrault
- 1985 : Retour à Florence după Henry James, adaptare de Jean Pavans, regie: Simone Benmussa, Théâtre Renaud-Barrault
- 1986 : La Salle d'attente, regie: Jean-Pierre Granval, Théâtre Renaud-Barrault
- 1987 : La Ronde de Arthur Schnitzler, regie: Alfredo Arias, Théâtre de l'Odéon
- 1987 : Le Secret de Henri Bernstein, regie: Andréas Voutsinas, Théâtre Montparnasse
- 1989 : Le Secret de Henri Bernstein, regie: Andréas Voutsinas, Théâtre des Célestins
- 1989 : La Traversée de l'hiver de Yasmina Reza, regie: Patrice Kerbrat, Centre national de création d'Orléans, 1990 : Théâtre national de la Colline
- 1990 : La Fonction de Jean-Marie Besset, regie: Patrice Kerbrat, Studio des Champs-Elysées
- 1992 : Le Jugement dernier de Bernard-Henri Lévy, regie: Jean-Louis Martinelli, Théâtre de l'Atelier
- 1993 : Passions secrètes de Jacques-Pierre Amette, regie: Patrice Kerbrat, Théâtre Montparnasse
- 1994 : « Art » de Yasmina Reza, Théâtre des Champs-Élysées, apoi în turneu prin Franța
- 1996 : La Cour des comédiens de Antoine Vitez, regie: Georges Lavaudant, Festival d'Avignon
- 1999 : Copenhague de Michael Frayn, regie: Michael Blakemore, Théâtre Montparnasse
- 2002 : Hysteria de Terry Johnson, regie: John Malkovich, Théâtre Marigny
- 2003 : Déjeuner chez Wittgenstein de Thomas Bernhard, regie: Hans Peter Cloos, Théâtre de l'Athénée-Louis-Jouvet, Théâtre Montparnasse în 2004
- 2006 : Opus Cœur de Israël Horovitz, regie: Stéphan Meldegg, Théâtre Hébertot
- 2008 : Rock'N'Roll de Tom Stoppard, regie: Daniel Benoin, Théâtre national de Nice
- 2009 : A.D.A. L'Argent des Autres de Jerry Sterner, regie: Daniel Benoin, Théâtre national de Nice

## Dublaj de voce
- 1958 : Lex Barker în Le Fils du corsaire rouge
- 1958 : Lee Patterson în Jack l'Éventreur
- 1960 : Ed Fury în La Reine des Amazones
- 1961 : Antonio Molino Rojo în Le Gladiateur invincible
- 1962 : Anthony Perkins în Le Procès
- 1964 : Sean Flynn în Le Signe de Zorro
- 1964 : Sean Flynn în Le Temple de l'éléphant blanc
- 1964 : Richard Widmark în Les Drakkars
- 1966 : Sean Flynn în Sept Colts du tonnerre
- 1972 : Robert Duvall în Le Parrain (primul dublaj)
- 1972 : Roy Scheider în Un Homme est Mort
- 1984 : James Woods în Il était une fois en Amérique (primul dublaj)
- 1996 : Terence Stamp în Tiré à part
- 1999 : Terence Stamp în L'Anglais

## Discografie
- L'Aiglon (Edmond Rostand), cu Pierre Vaneck și Jacques Dumesnil. Prezentare de Maurice Clavel. Deutsche Grammophon Gesellschaft coll. Archive Littéraire nr. 43900/1
- Florilège de la Poésie Amoureuse Française : Moyen Âge - Renaissance. Poeme citite de Emmanuelle Riva și Pierre Vaneck. Deutsche Grammophon Gesellschaft coll. Archive Littéraire nr. 43905

## Premii și nominalizări
- Molière 1988: Molière pentru cel mai bun actor într-un rol secundar pentru Le Secret
- Molière 1995: nominalizat la premiul Molière pentru cel mai bun actor de comedie pentru Art
- Premiul Sindicatului criticilor 2003: cel mai bun actor de comedie pentru Déjeuner chez Wittgenstein (RitterDeneVoos)
- Molière 2005: nominalizat la premiul Molière pentru cel mai bun actor de comedie pentru Déjeuner chez Wittgenstein
- César 2009: nominalizat la premiul César pentru cel mai bun actor într-un rol secundar pentru Deux jours à tuer